# Nielsen (Mondkrater)
Nielsen ist ein kleiner Einschlagkrater auf der nordwestlichen Mondvorderseite.
Er liegt nordöstlich der Spitze der Montes Agricola in der Ebene des Oceanus Procellarum, nordwestlich des großen Kraters Aristarchus.
Ein nicht benannter Dorsum verläuft parallel zu den Dorsa Whiston von Nielsen in nordwestlicher Richtung zu Mons Rümker.
Der Krater wurde 1973 von der IAU nach dem dänischen Astronomen Axel Vilfrid Nielsen und dem amerikanischen Physiker Harald Herborg Nielsen offiziell benannt.